# Comuna Butea, Iași
Butea este o comună în județul Iași, Moldova, România, formată din satele Butea (reședința) și Miclăușeni.

## Așezare
Comuna se află în extremitatea vestică a județului, la limita cu județul Neamț, pe malul stâng al Siretului, acolo unde acesta primește apele afluentului Boca, cunoscut și sub numele de Pârâul Telii. Este străbătută de șoseaua națională DN28, care leagă Iașiul de Roman. La Miclăușeni, din acest drum se ramifică șoseaua județeană DJ208J, care duce spre sud în județul Neamț la Doljești. Din DJ208J, la Butea se ramifică șoseaua județeană DJ208K, ce duce spre est și sud tot în județul Neamț, la Doljești și Sagna.

## Demografie
Componența etnică a comunei Butea
     Români (87,72%)
     Alte etnii (12,28%)
Componența confesională a comunei Butea
     Romano-catolici (73,76%)
     Ortodocși (13,44%)
     Alte religii (0,56%)
     Necunoscută (12,24%)
Conform recensământului efectuat în 2021, populația comunei Butea se ridică la 2.679 de locuitori, în scădere față de recensământul anterior din 2011, când fuseseră înregistrați 2.698 de locuitori. Majoritatea locuitorilor sunt români (87,72%). Din punct de vedere confesional, majoritatea locuitorilor sunt romano-catolici (73,76%), cu o minoritate de ortodocși (13,44%), iar pentru 12,24% nu se cunoaște apartenența confesională.

## Politică și administrație
Comuna Butea este administrată de un primar și un consiliu local compus din 13 consilieri. Primarul, Anton Anti[*], de la Partidul Social Democrat, este în funcție din 2016. Începând cu alegerile locale din 2024, consiliul local are următoarea componență pe partide politice:
|  | Partid                     | Consilieri | Componența Consiliului | Componența Consiliului | Componența Consiliului | Componența Consiliului | Componența Consiliului | Componența Consiliului | Componența Consiliului | Componența Consiliului | Componența Consiliului |
|  | -------------------------- | ---------- | ---------------------- | ---------------------- | ---------------------- | ---------------------- | ---------------------- | ---------------------- | ---------------------- | ---------------------- | ---------------------- |
|  | Partidul Social Democrat   | 9          |                        |                        |                        |                        |                        |                        |                        |                        |                        |
|  | Partidul Național Liberal  | 2          |                        |                        |                        |                        |                        |                        |                        |                        |                        |
|  | Uniunea Salvați România    | 1          |                        |                        |                        |                        |                        |                        |                        |                        |                        |
|  | Partidul Mișcarea Populară | 1          |                        |                        |                        |                        |                        |                        |                        |                        |                        |

## Istorie
Componența etnică a comunei Miclăușeni (actual Butea) la sfârșitul secolului al XIX-lea (raportat după familii).
     Români? (28,8%)
     Maghiari (68,9%)
     Evrei (2,3%)
La sfârșitul secolului al XIX-lea, comuna purta numele de Miclăușeni (deși Butea era satul de reședință), făcea parte din plasa Siretul de Sus a județului Roman și era formată din satele Butea, Hândrești, Lițca și Miclăușeni, având în total 3203 locuitori (701 familii), din care 368 familii de maghiari și 11 familii de evrei. Pentru 322 de familii nu este menționată etnia. În comună existau case boierești, un parc, o școală de băieți cu 11 elevi, una de fete cu 14 eleve, două biserici ortodoxe și una catolică, iar principalii proprietari de pământuri erau frații Dimitrie și George A. Sturdza. Anuarul Socec din 1925 consemnează comuna Miclăușeni ca reședință a plășii, având 3193 de locuitori în satele Butea, Hândrești și Miclăușeni (după ce satul Lițca fusese transferat la comuna Doljești).
În 1950, comuna a trecut în administrația raionului Târgu Frumos și apoi (după 1956) în cea a raionului Pașcani din regiunea Iași, primind în timp denumirea de Butea, după satul de reședință. În 1968, comuna a trecut, în componența ei actuală, la județul Iași.

## Monumente istorice

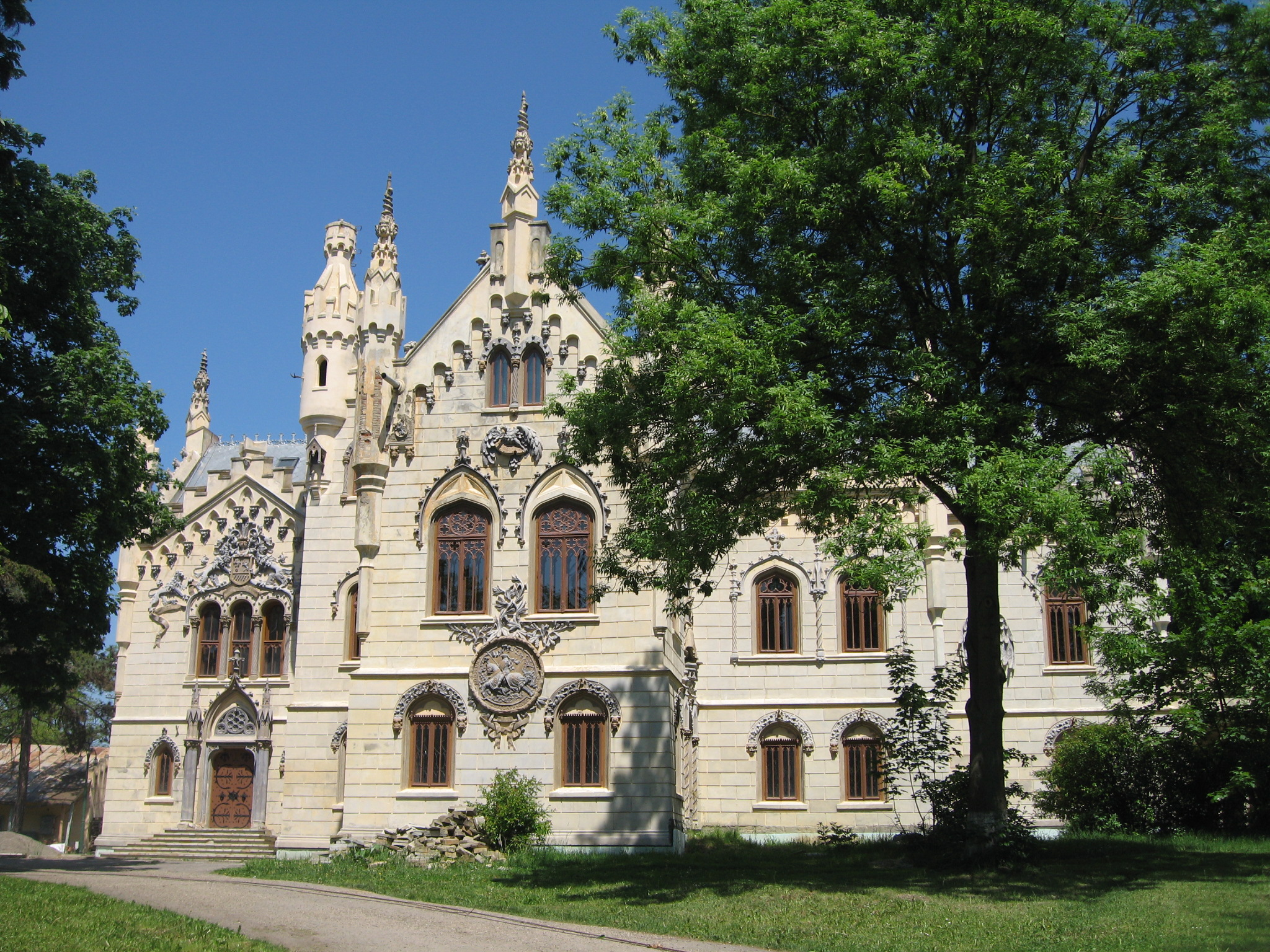
Castelul Sturdza din Miclăușeni, monument istoric de interes local

Două obiective din comuna Butea sunt incluse în lista monumentelor istorice din județul Iași ca monumente de interes local. Unul este clasificat ca monument de arhitectură — mănăstirea Miclăușeni (secolele al XVII-lea–al XIX-lea), ansamblu format din biserica cu hramurile „Sfinții Voievozi” și „Buna Vestire” (1787), castelul Sturdza (construit în secolul al XVII-lea și reclădit în 1752) și din parc (secolul al XIX-lea). Celălalt obiectiv, clasificat ca monument de for public, este monumentul lui Alexandru Sturdza din incinta parcului dendrologic.

## Personalități născute aici
- Dimitrie A. Sturdza (1833 - 1914), om politic, premier, președinte al Academiei Române;
- Giani Iosif Amarandei[12] (n. 1969), sculptor.